# Josie and the Pussycats (película)
Josie and the Pussycats es una película de comedia de 2001 lanzada por Universal Studios y Metro-Goldwyn-Mayer. Fue dirigida y coescrita por Harry Elfont y Deborah Kaplan, la película se basa libremente en el cómic homónimo de Archie Comics, así como la serie animada de Hanna-Barbera. La película trata sobre una banda femenina que firma un contrato de grabación de un sello discográfico en la ciudad de NY, sólo para descubrir que la compañía no tiene el interés de los músicos en el corazón. Está protagonizada Rachael Leigh Cook, Tara Reid, y Rosario Dawson como las melódicas, con Alan Cumming, Parker Posey, y Gabriel Mann en papeles secundarios. La película recibió críticas mixtas y fue un fracaso en taquilla, ganando alrededor de USD $15 millones contra un presupuesto de USD $39 millones.

## Elenco
- Rachael Leigh Cook como Josie McCoy, la pelirroja y la vocalista cofundadora, guitarrista, y líder de la banda.
- Tara Reid como Melody Valentine, la rubia distraída cofundadora y baterista de Pussycats.
- Rosario Dawson como Valerie Brown, la compositora de Pussycats, bajista y corista.
- Alan Cumming como Wyatt Frame, un estafador que es el mánager de Du Jour e intenta causar su desaparición.
- Parker Posey como Fiona, quien ordena a Wyatt colocar mensajes subliminales en las canciones de Du Jour.
- Gabriel Mann como Alan M, el interés romántico de Josie.
- Paulo Costanzo como Alexander Cabot, el mánager de la banda.
- Missi Pyle como Alexandra Cabot, la hermana gemela de Alexander quien está detrás del interés de Josie, Alan M.
- Tom Butler, como el agente Kelly.

### Du Jour
- Alexander Martin como Les.
- Donald Faison como DJ.
- Seth Green como Travis.
- Breckin Meyer como Marco.

### Cameos
- Serena Altschul como ella misma.
- Carson Daly como él mismo.
- Aries Spears como el otro Carson Daly.
- Eugene Levy como él mismo.
- Babyface como el Jefe.
- Justin Chatwin como fanático adolescente.

## Producción
En línea con su tema de la publicidad subliminal, el grado excesiva de la colocación de productos en la película constituye un gag. Casi cada escena cuenta con una mención o aparición de una o más marcas famosas, incluyendo Sega y su Dreamcast (la mascota de Sega, Sonic the Hedgehog, también aparece en cómics publicados por Archie Comics?, Motorola, Starbucks, Gatorade, Snapple, Evian, Target, Aquafina, America Online, Pizza Hut, Cartoon Network (que ha retransmitido la serie de dibujos animados en muchas ocasiones), Revlon, Kodak, Puma, Advil, y muchas más. Ninguna de la publicidades recibió pagó promoción por parte de las marcas representadas; se inserto de forma voluntaria por los realizadores.

## Recepción
La película recaudó USD $ 14.866.015 en la taquilla de los Estados Unidos, menos de su presupuesto de producción, un estimado de USD $ 39 millones, lo que resulta en un fracaso en taquilla.
La película recibió críticas mixtas. Basado en la serie de Hanna-Barbera de los años 70, los críticos consideraron que (y otras películas como que sobre la base de los dibujos animados) no funcionaron en la pantalla. La película tiene una calificación de 53% "podrido" en Rotten Tomatoes, basado en un promedio de 114 reseñas, sosteniendo el consenso "Esta actualización de imagen real de Josie y las Pussycats ofrece burbujeante, divertido mullido, pero la aparición constante de la colocación de productos parece más bien hipócrita". En Metacritic, las cuentas de la película un 47 sobre 100, basado en 29 reseñas, lo que indica "críticas mixtas o medias".
El crítico de cine Roger Ebert dio a la película la mitad de una estrella de un máximo de cuatro, comentando que "Josie and the Pussycats no son más tontas que las Spice Girls, pero son tan tontas como las Spice Girls, que es lo suficientemente tonto", en una comparación con probables película de 1997 del grupo de la niña británica función, Spice Girls, que fue recibido con críticas negativas, ya la que Ebert había dado el mismo resultado.
La evaluación de la película de The AV Club en 2009, Nathan Rabin escribe que es "divertido, astuto y dulce" y "una parodia maliciosa, sostenida del consumo". Se califica la película como un "éxito secreto".